# Nordre Follo
Nordre Follo is een gemeente in de Noorse provincie Akershus. De gemeente ontstond per 1 januari 2020 uit een fusie van de vroegere gemeenten Ski en Oppegård.  De gemeente telt ruim 58.000 inwoners (2019).
Ås · Asker · Aurskog-Høland · Bærum · Eidsvoll · Enebakk · Frogn · Gjerdrum · Hurdal · Jevnaker · Lillestrøm · Lørenskog · Lunner · Nannestad · Nes · Nesodden · Nittedal · Nordre Follo · Rælingen · Ullensaker · Vestby

Voormalige gemeentes: Fet · Oppegård · Skedsmo · Ski · Sørum